# Neißemünde
Neißemünde é um município da Alemanha, situado no distrito de Oder-Spree, no estado de Brandemburgo. Tem 41,77 km² de área, e sua população em 2019 foi estimada em 1.609 habitantes.